# Aneomochtherus micrasiaticus
Aneomochtherus micrasiaticus là một loài ruồi trong họ Asilidae. Aneomochtherus micrasiaticus được Tsacas miêu tả năm 1968.